# Municipio de Nogosek
El municipio de Nogosek (en inglés: Nogosek Township) es un municipio ubicado en el condado de Stutsman en el estado estadounidense de Dakota del Norte. En el año 2010 tenía una población de 20 habitantes y una densidad poblacional de 0,22 personas por km².

## Geografía
El municipio de Nogosek se encuentra ubicado en las coordenadas 47°16′37″N 98°39′25″O / 47.27694, -98.65694. Según la Oficina del Censo de los Estados Unidos, el municipio tiene una superficie total de 91.98 km², de la cual 90,76 km² corresponden a tierra firme y (1,32 %) 1,21 km² es agua.

## Demografía
Según el censo de 2010, había 20 personas residiendo en el municipio de Nogosek. La densidad de población era de 0,22 hab./km². De los 20 habitantes, el municipio de Nogosek estaba compuesto por el 100 % blancos. Del total de la población el 0 % eran hispanos o latinos de cualquier raza.